# Mina Carnon
A Mina Carnon foi uma mina de estanho em Restronguet Creek, perto da vila de Devoran na Cornualha, em Inglaterra. Uma casa de máquinas em ruínas sobrevive na margem norte do riacho. É um edifício listado como Grau II.

## História
A mina de estanho foi inaugurada em 1824. Acredita-se que a casa de máquinas sobrevivente tenha abrigado um motor de cilindro de diâmetro de 24 polegadas. Uma ilha artificial foi criada no estuário. A água era bombeada da mina pelo motor na margem do estuário.
A mina era lucrativa, contudo fechou em 1830; a Redruth and Chasewater Railway reclamou que os barcos que usavam o riacho ficavam obstruídos.

## Descrição
A parede sudeste e partes das paredes nordeste e sudoeste da casa das máquinas ainda existem, com uma altura de dois andares dos três andares originais. A parede sudoeste, a "parede bob" que sustentava a viga do motor, é mais espessa do que as outras.